# E io mi gioco la bambina
E io mi gioco la bambina (Little Miss Marker) è un film del 1980 diretto da Walter Bernstein e interpretato da Walter Matthau, Tony Curtis e Julie Andrews.
È il remake di Little Miss Marker, un film del 1934 diretto da Alexander Hall che aveva come interpreti Adolphe Menjou e Shirley Temple.

## Trama
New York anni '30 del 1900. Il burbero "Tristezza" Jones, gestore di una sala scommesse ippiche, accetta in pegno da un accanito giocatore la sua piccola figlia. Dopo aver perso tutto il suo denaro nelle corse di cavalli, il giocatore  si suicida, lasciando la bambina (è vedovo) a Tristezza. Quest'ultimo è costretto a prendersi cura della piccola, a cui poco a poco si affeziona, e che tratta sempre più come una figlia.
Un gangster locale, Blackie, costringe Tristezza ad aiutarlo a mettere in piedi un casinò nella villa di Amanda, amante e debitrice di Blackie. Amanda si affeziona immediatamente alla bambina, ma ha continui screzi con Tristezza. Poco a poco, però, i due scoprono di amarsi, suscitando la gelosia di Blackie.

## Produzione
Il film è stato prodotto dalla Universal Studios. Le scene sono state girate a Santa Rosa (California).

## Tagline
La tagline per il film è:
- A wildly romantic comedy about a cookie, a bookie, and the kid they bet their hearts on.

## Distribuzione
Il film è stato distribuito in diversi paesi, con titoli e date differenti:
- USA, 21 marzo 1980 Little Miss Marker
- Australia, 25 aprile 1980
- Taiwan, 12 luglio 1980
- Spagna, 14 luglio 1980, El truhán y su prenda
- Germania Ovest, 25 luglio 1980, Ein reizender Fratz
- Colombia, 31 luglio 1980, El tahúr y su adorable prenda
- Svezia, 8 settembre 1980, Tio dollars panten
- Finlandia, 12 dicembre 1980
- Danimarca, 23 febbraio 1981, Pige i pant
- Filippine, 26 febbraio 1981
- Francia, 6 maggio 1981, La puce et le grincheux
- Portogallo, 18 dicembre 1981, Jogar para Ganhar
- Paesi Bassi, 18 febbraio 1982

Distribuito in Italia nel gennaio 1981, con doppiaggio affidato alla C.V.D. Cine-Video Doppiatori.

## Accoglienza
Il film su IMDb ottiene un punteggio di 6.3/10, mentre su MYmovies 2.98/5.

## Riconoscimenti
- 1981 - Young Artist Award
  - Candidato Miglior film per la famiglia